# 艾泽奈
艾泽奈（法語：Aizenay，法語發音：[ɛz(ə)nɛ]）是法国卢瓦尔河地区大区旺代省的一个市镇，位于该省中部偏西北，属于永河畔拉罗什区。

## 地理
艾泽奈（46°44'24"N, 1°36'30"W）面积81.06 平方千米，位于法国卢瓦尔河地区大区旺代省，该省份为法国西部沿海省份，北起大西洋卢瓦尔省和曼恩-卢瓦尔省，西临大西洋，南至滨海夏朗德省，东部及东南部与德塞夫勒省接壤。
与艾泽奈接壤的市镇（或旧市镇、城区）包括：拉沙佩勒帕吕欧、阿普勒蒙、博略苏拉罗什、拉沙佩勒埃尔米耶、科埃克斯、拉热内图兹、马谢、马尔蒂内、维河畔勒普瓦雷、沃南索。
艾泽奈的时区为UTC+01:00、UTC+02:00（夏令时）。

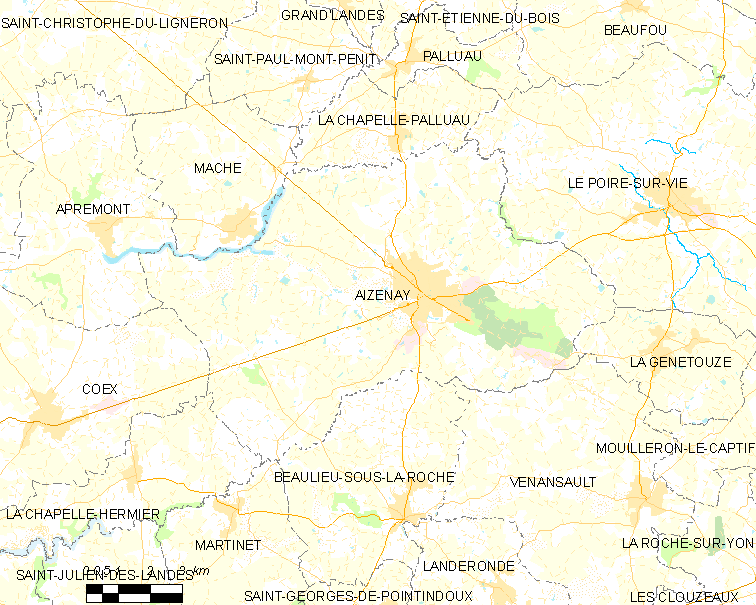
艾泽奈的OSM定位图

## 行政
艾泽奈的邮政编码为85190，INSEE市镇编码为85003。

## 政治
艾泽奈所属的省级选区为艾泽奈县。

## 交通
旺代省省道D6线、D50线、D107线、D948线和D978线在境内交汇。旺代省城际巴士171线和172线在境内停靠。

## 人口

1962-2008年间艾泽奈人口变化图示

艾泽奈于2022年1月1日时的人口数量为10218人。